# Alan Rees
Alan Rees (n. 12 ianuarie 1938, Newport, Țara Galilor, Regatul Unit – d. 6 septembrie 2024, Ascot, Anglia, Regatul Unit) a fost un pilot britanic de Formula 1 care a evoluat în Campionatul Mondial în sezonul 1967.